# Allegro

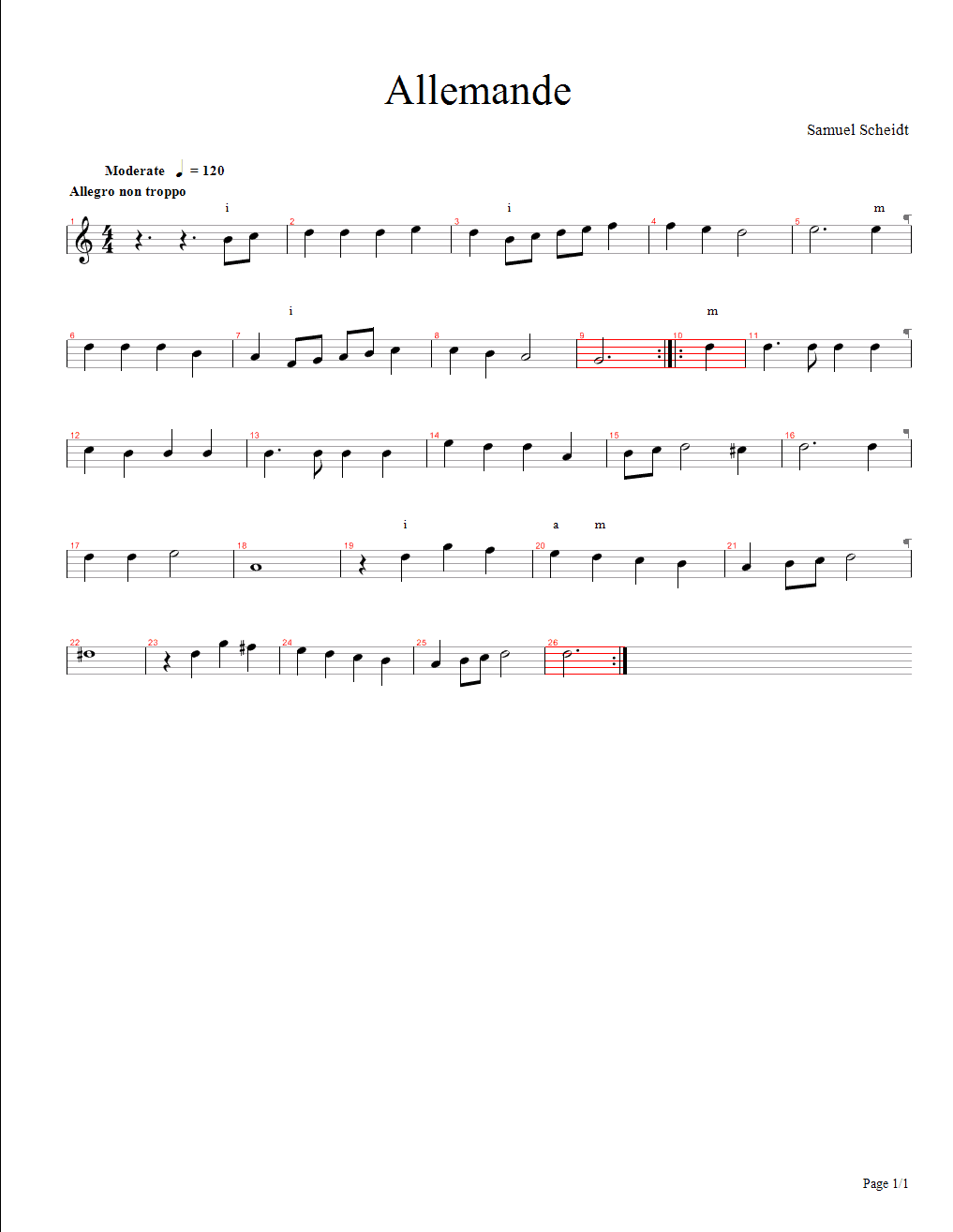
Allegro, composición en la menor, Samuel Scheidt, partituras de danzas barrocas.

Allegro (del italiano: rápido, animado o con energía) es un término musical que hace referencia a una indicación de tempo equivalente a deprisa.
Normalmente va seguido de otro término en italiano que da más precisión sobre cómo debe ser el carácter de una obra y la velocidad de la interpretación, como Allegro molto, que significa muy rápido, Allegro ma non troppo, no demasiado rápido, o Allegro assai, bastante deprisa, entre otros. Algunos músicos impresionistas, como Claude Debussy o Maurice Ravel, en lugar de usar este término en italiano, usaban su equivalente francés, Vité; de la misma manera, compositores como Beethoven o Gustav Mahler usaban su equivalente alemán, Rasch, y otros, como Benjamin Britten, su equivalente en inglés, Quickly (este último término se sigue utilizando todavía para indicar este tempo en la música de jazz)—. El Allegro es más rápido que el Andante y el Adagio pero menos que el Vivace, el Presto y el Prestissimo.
En ocasiones se utiliza también el término Allegretto, que indica un tempo algo más lento.
Para concretar cuál es la velocidad en concreto de una obra, ya que simplemente el término en italiano puede ser poco clarificador, se suelen usar los valores metronómicos, cuyas unidades son las negras por minuto. Estas velocidades han ido variando según las épocas, pero en la actualidad el Allegro equivale a 120 negras por minuto, pudiendo llegar hasta 160, aunque ha llegado a estar a 116 negras por minuto. 
Suele ser del mismo modo uno de los movimientos en las sinfonías, sonatas o conciertos, normalmente el primero o el último.